# Trigonisca buyssoni
Trigonisca buyssoni là một loài Hymenoptera trong họ Apidae. Loài này được Friese mô tả khoa học năm 1902.